# Crotalaria pervillei
Crotalaria pervillei är en ärtväxtart som beskrevs av Henri Ernest Baillon. Crotalaria pervillei ingår i släktet sunnhampor, och familjen ärtväxter. Inga underarter finns listade i Catalogue of Life.